# Lewis Motor Vehicle Company
Lewis Motor Vehicle Company war ein US-amerikanischer Hersteller von Automobilen.

## Unternehmensgeschichte
George W. Lewis aus Chicago in Illinois hatte bereits 1894 ein Automobil gebaut, mit dem er 1895 am Chicago Times-Herald Contest teilnahm. Dort gewann er einen Preis für sein Friktionsgetriebe. Danach stellte er Ottomotoren her, die er anderen Automobilherstellern anbot. Es waren Einzylindermotoren mit 2 bis 5 PS Leistung. Einer davon trieb das Brown Touring Cart an.
Erst 1899 gründete Lewis das neue Unternehmen für die Fahrzeugproduktion. Der Sitz war in Philadelphia in Pennsylvania. Die Produktion von Automobilen lief von 1899 bis 1900. Der Markenname lautete Lewis. Insgesamt entstanden nur wenige Fahrzeuge.
Es gab keine Verbindungen zur Lewis Cycle Company und zur L. P. C. Motor Company, die später den gleichen Markennamen verwendeten.

## Fahrzeuge
Im Angebot stand nur ein Modell. Es hatte einen Einzylindermotor mit 3 PS Leistung. Der Aufbau war ein Runabout. Gelenkt wurde mit einem Lenkhebel.